# Tècnica Bowen
La tècnica Bowen (o teràpia Bowen) és un tipus alternatiu de manipulació física que porta el nom de l'Australià Thomas Ambrose Bowen (Tom Bowen) (1916–1982). No hi ha proves clares que la tècnica sigui una intervenció mèdica útil.

## Història
Bowen no tenia formació mèdica i va descriure el seu enfocament com un regal de Déu. Es referia a si mateix com a osteòpata i tractà d'unir-se al registre australià d'osteòpates l'any 1981, però no aconseguí classificar-se per al títol. Morí com a pseudoprofessional de la teràpia manual sense llicència. El 1973 Bowen mateix havia fet referència a la seva capacitat de visitar "de mitjana 65 pacients per dia", no obstant, tenint en compte com es practica la seva tècnica avui dia, és poc probable que aconseguís aquest volum de pacients. Bowen no documentà la seva tècnica, així que la seva pràctica després de la seva mort ha seguit diferents interpretacions del seu treball. No fou fins anys després de la seva mort que s’encunyà el terme "tècnica de Bowen". La tècnica disposa d'una àmplia varietat de noms diferents, incloent-hi Smart Bowen, cinètica fascial, teràpia Bowen integrada, neuroestructura tècnica d'integració, Bowen fascial i Bowenwork. La tècnica ha estat popularitzada per alguns dels sis homes que l'havien observat treballar, incloent-hi Oswald Rentsch, un osteòpata la interpretació del qual s'ha convertit en la forma dominant de pràctica, tot i ser àmpliament discutida. Aprendre aquesta tècnica requereix 120 hores d'instrucció, o tan poc com un taller de cap de setmana.

## Mètode
En general, els pacients estan completament vestits. Cada sessió normalment implica moviments suaus de músculs, tendons i fàscia. Les característiques distintives de la teràpia són el caràcter mínim de la intervenció física i les pauses incorporades en el tractament. Els defensors afirmen que aquestes parades permeten al cos "reiniciar-se" ell mateix.

## Eficàcia
El 2015, el Departament de Salut del Govern australià publicà els resultats d'una revisió de les teràpies alternatives, per determinar si alguna era adequada per ser coberta per l'assegurança de salut. La tècnica Bowen va ser una de les disset teràpies avaluades per a les quals no es van trobar proves clares d'eficàcia. El lloc web QuackWatch inclou la "Tècnica d'Integració Neuroestructural (Teràpia Bowen)" en la seva llista de "tractaments qüestionables".